# Мария Августа Саксонска
Мария Августа Непомуцена Антония Франциска Ксаверия Алойзия Саксонска (на немски: Maria Augusta Nepomucena Antonia Franziska Xaveria Aloysia von Sachsen; на полски: Maria Augusta Nepomucena Antonia Franciszka Ksaweria Alojzia; * 21 юни 1782 в Дрезден, † 14 март 1863 в Дрезден) от линията Албертини на род Ветини е принцеса от Кралство Саксония и наследничка на трона на Полша.
Тя е дъщеря, единственото останало живо дете, на първия крал на Саксония Фридрих Август I (1750 – 1827) и съпругата му пфалцграфиня Мария Амалия Августа фон Пфалц-Цвайбрюкен-Биркенфелд-Бишвайлер (1752 – 1828), дъщеря на пфалцграф Фридрих-Михаел фон Пфалц-Цвайбрюкен и Мария-Франциска фон Зулцбах. Майка ѝ е сестра на баварския крал Максимилиан I Йозеф.
През 1806 г. баща ѝ става крал на Саксония и Августа първата саксонска принцеса. Фридрих Август I е последван през 1827 г. като крал на Саксония от по-малкия му брат Антон (1755 – 1836).
Мария Августа не се омъжва. Умира на 14 март 1863 г. в Дрезден и е погребана в голямата гробница на католическата дворцова църква в Дрезден.